# SuiteCRM

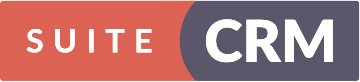
Logo del proyecto SuiteCRM de Sales Agility

SuiteCRM es una aplicación para servidores de código libre y está orientado a la Administración de la Relación de Cliente (CRM por sus siglas en inglés). Está escrito en PHP. SuiteCRM es a menudo utilizado como un alternativa a software propietario de empresas importantes como HubSpot, SalesForce y Microsoft Dynamics. SuiteCRM es una Bifurcación del popular Administrador de Relación de Cliente (CRM) de SugarCRM.  El proyecto SuiteCRM inició cuando SugarCRM decidió parar desarrollo de su versión de código fuente abierta. La base SuiteCRM está construida en la última versión de código abierto liberado por SugarCRM.  SuiteCRM Es una versión mucho más extendida que SugarCRM; la cual también contiene muchas correcciones de seguridad que no están disponibles en SugarCRM. Fue originalmente lanzando el 21 de octubre de 2013 como versión 7.0, y proporciona diferentes caminos para hacer actualizar a usuarios existentes de SugarCRM usuarios.
SuiteCRM Ganó el Premio BOSSIE  2015 y el premio BOSSIE 2016 para el mejor CRM de código abierto .Infoworld, los curadores de los premios BOSSIE declararon que "En poco más de un año, SuiteCRM ha inspirado a la comunidad y ha emergido como un nuevo líder en un CRM de código abierto." El premio había sido ganado por SugarCRM durante 8 años.
SuiteCRM Ha sido descargado más de 800,000 veces desde la liberación original. Una comunidad de casi 90,000 desarrolladores y colaboradores se han unido al proyecto. Ha sido adoptado por el NHS (Servicio de Salud Nacional) England's Code4Health qué busca a impulsar el código abierto adoptivo en el NHS en Inglaterra.
SuiteCRM Comprende la última liberación de SugarCRM Edición Comunitaria, más los módulos adicionales siguientes:
- Productos
- Citas
- Contratos
- Facturas
- Plantillas PDF
- Flujo de trabajo
- Informes
- Buscar
- Eventos
- mapas de Google
- Seguridad de equipos
- Portal
- Tema responsivo
- Plugin de Outlook
- Encuestas

Además de los nuevos módulos, la extensa corrección de errores y mejoras a las funcionalidades del núcleo han sido hechos. Ha habido cincuenta actualizaciones desde el proyecto original estuvo liberada. Un ciclo de liberación de seis meses es mantenido con corrección de errores y la seguridad libera ser hecha disponible entre liberaciones importantes.

## Módulos[4]

#### Cuentas
Este módulo permite almacenar y gestionar información sobre las cuentas de los clientes. Puedes registrar detalles como el nombre de la empresa, la dirección, el sector, los ingresos, etc. Esto ayuda a tener un registro centralizado de las cuentas de los clientes y facilita el seguimiento y la administración de la información relacionada con ellas.

#### Contactos
El módulo de contactos te permite gestionar la información de contacto de las personas relacionadas con tus cuentas de cliente. Puedes almacenar información como nombres, direcciones, números de teléfono, direcciones de correo electrónico, historial de interacciones, etc. Esto facilita la comunicación y el seguimiento de las interacciones con los contactos clave.

#### Oportunidades
Este módulo te ayuda a gestionar las oportunidades de venta y seguimiento de los clientes potenciales. Puedes registrar información sobre las oportunidades de negocio, como el estado, el valor, la fecha de cierre estimada, las actividades relacionadas y los contactos involucrados. Esto te permite mantener un seguimiento detallado de tus oportunidades de ventas y maximizar tus posibilidades de cerrar acuerdos.

#### Calendario
El módulo de calendario en SuiteCRM te permite programar y gestionar tus actividades diarias, como reuniones, llamadas, tareas y eventos. Puedes ver tu calendario en una interfaz intuitiva y recibir recordatorios para no perder ninguna cita importante. Esto te ayuda a organizar tu trabajo de manera eficiente y aprovechar al máximo tu tiempo. Además de que es colaborativo, lo que expande sus funcionalidades.

#### Llamadas
Con el módulo de llamadas, puedes realizar un seguimiento de todas las llamadas telefónicas realizadas a tus contactos y cuentas. Puedes registrar detalles como la fecha, la duración, el tema y las notas relacionadas con cada llamada. Esto te permite mantener un historial completo de todas las comunicaciones telefónicas y facilita el seguimiento de las conversaciones anteriores.

#### Reuniones
El módulo de reuniones te permite programar y administrar tus reuniones con clientes y colegas. Puedes enviar invitaciones a los participantes, agregar detalles de la reunión, como la ubicación y la agenda, y realizar un seguimiento de las notas y los comentarios posteriores a la reunión. Esto facilita la colaboración y el seguimiento de las reuniones importantes.

#### Plantillas de correo electrónico
SuiteCRM ofrece plantillas de correo electrónico predefinidas que puedes utilizar para enviar correos electrónicos a tus contactos y cuentas. Puedes personalizar estas plantillas según tus necesidades y ahorrar tiempo al enviar correos electrónicos estándar, como respuestas a consultas frecuentes o seguimientos de ventas.

#### Correos electrónicos
Este módulo te permite enviar y recibir correos electrónicos directamente desde SuiteCRM. Los correos electrónicos enviados y recibidos se registran automáticamente en los registros de contactos y cuentas correspondientes. Esto facilita el seguimiento de las comunicaciones por correo electrónico y mantiene un historial completo de las interacciones con los clientes.

#### Correos electrónicos - LTS
El módulo de Correos electrónicos - LTS es una versión mejorada del módulo de correos electrónicos estándar, que ofrece características adicionales y mejoras de rendimiento. Proporciona una interfaz más rápida y una mayor capacidad de almacenamiento de correos electrónicos.

#### Tareas
Con el módulo de tareas, puedes crear y gestionar tareas para ti mismo o asignar tareas a otros miembros de tu equipo. Puedes establecer fechas límite, prioridades, agregar notas y realizar un seguimiento del progreso de las tareas. Esto te ayuda a organizar tu trabajo y colaborar eficientemente con otros. Se vincula con el módulo Reportes

#### Documentos
El módulo de documentos te permite almacenar y organizar archivos y documentos relacionados con tus cuentas, contactos y oportunidades. Puedes cargar archivos directamente en SuiteCRM y acceder a ellos fácilmente cuando los necesites. Esto facilita el intercambio de información y el acceso rápido a los documentos relevantes. Pueden ser Cotizaciones, Contratos, material de marketing, documentos de información.

#### Objetivos
Con el módulo de objetivos, se importan bases de datos adquiridas fuera de tu empresa para campañas de marketing por correo electrónico. Son listas de prospectos no calificados en SuiteCRM a las que puedes agregar para hacer Campañas de correo electrónico. 

#### Listas de objetivo
Son las listas agrupadas de los Objetivos. Es un módulo que agrupa las listas de acuerdo a como el usuario lo solicita.

#### Campañas
Con el módulo de campañas, puedes crear y gestionar campañas de marketing para promocionar tus productos o servicios. Puedes diseñar correos electrónicos, programar envíos, realizar un seguimiento de respuestas y analizar los resultados. Esto te ayuda a planificar y ejecutar campañas efectivas y medir su éxito. Existen 4 tipos de campañas a programar en SuiteCRM: Formularios web para incrustar en tu web y recibir los clientes potenciales directamente en SuiteCRM, Newsletter (boletín informativo) recurrente, Campaña de correo electrónico, Encuestas.

#### Encuestas
El módulo de encuestas te permite crear y enviar encuestas a tus contactos para recopilar comentarios y opiniones. Puedes diseñar encuestas personalizadas, enviarlas por correo electrónico y analizar los resultados. Esto te ayuda a obtener información valiosa de tus clientes y mejorar tus productos o servicios.

#### Bugs
El módulo de bugs se utiliza para gestionar informes y seguimientos de problemas o errores relacionados con tus productos o servicios. Puedes registrar detalles como la descripción del error, la gravedad, el estado y las notas adicionales. Esto te ayuda a organizar y priorizar la resolución de problemas de manera eficiente. Es un módulo dirigido principalmente a equipos de desarrollo o programación que necesiten un sistema centralizado de la información para el registro de errores de programación.

#### Casos
El módulo de casos se utiliza para realizar un seguimiento y gestionar los casos de servicio al cliente o soporte técnico. Puedes registrar detalles sobre el caso, asignarlo a un miembro del equipo, realizar un seguimiento de las interacciones y resolver el caso de manera efectiva. Esto te permite brindar un mejor servicio al cliente y mantener una comunicación fluida. Para usar este módulo necesitas un portal web donde vincular SuiteCRM.

#### Proyectos
El módulo de proyectos te permite gestionar y supervisar proyectos internos o externos. Puedes crear tareas, asignar recursos, establecer hitos y realizar un seguimiento del progreso. Esto facilita la gestión de proyectos y la colaboración entre los miembros del equipo. Además, incluye un Diagrama de Gantt interactivo para el seguimiento puntual y correcto de los proyectos.

#### Puntos
El módulo de Puntos (en inglés Spots) es un sistema de generación de reportes más minimal que el módulo de Reportes. 

#### Empleados
El módulo de empleados te permite gestionar y almacenar información sobre los empleados y usuarios de SuiteCRM. Puedes registrar detalles como nombres, cargos, información de contacto y notas adicionales. Esto te ayuda a tener un registro centralizado de tu equipo y facilita la comunicación interna.

## Módulos Avanzados
- Plantillas PDF
- Base de conocimientos
- Ventas
- Flujos de trabajo
- Campos calculados de flujo de trabajo
- Casos con portal
- Eventos
- Informes
- Reprogramar

## Premios
SuiteCRM ganó el premio BOSSIE 2015 y el premio BOSSIE 2016 al mejor CRM de código abierto del mundo. Los BOSSIE (Best of Open Source Software Awards) son las iniciales de origen anglosajón de los premios que otorga la publicación Infoworld anualmente a los mejores programas de Código Abierto del mundo. La Traducción del nombre de los premios es: Premio Inforword al mejor software de Código Abierto.